# Heiliges Grab zu Altshausen

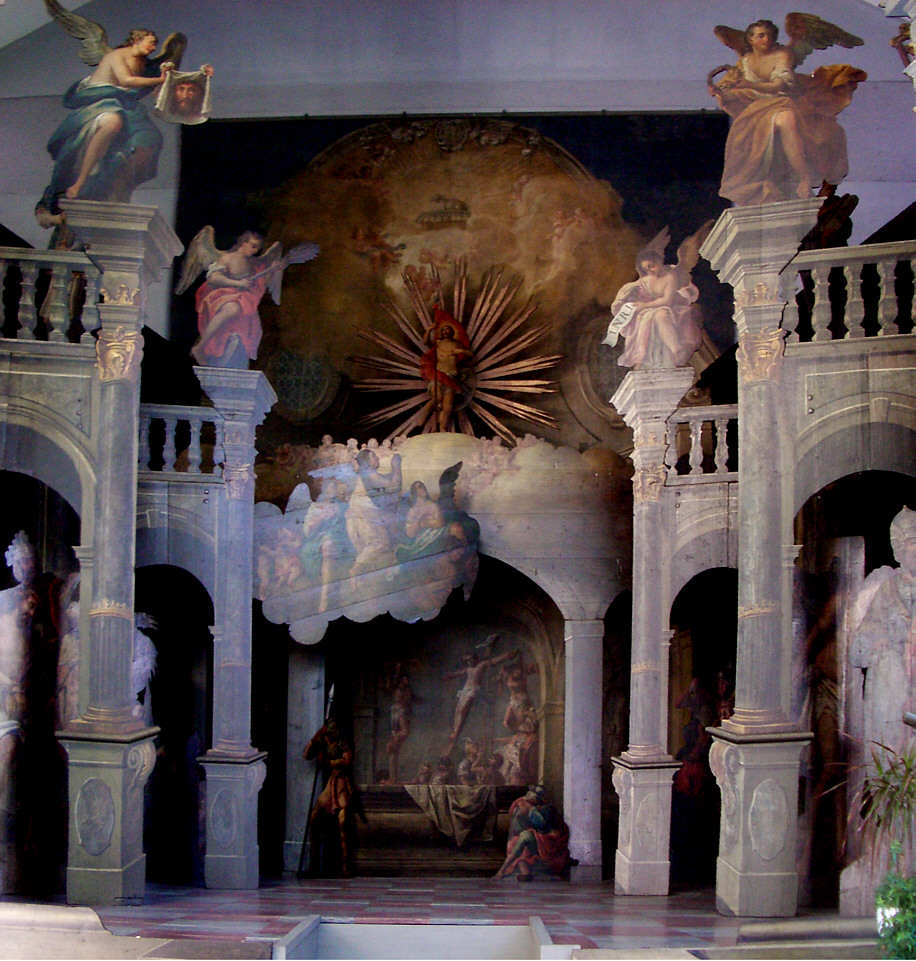
Das Heilige Grab zu Altshausen

Das Heilige Grab zu Altshausen ist ein im Auftrag von Landkomtur Christian Moritz Graf von Königsegg-Rothenfels 1763 gefertigtes barockes Heiliges Grab in der 2002/03 im Auftrag von Carl Herzog von Württemberg errichteten Kapelle zum Heiligen Grab in Altshausen im Landkreis Ravensburg in Oberschwaben. Das Kunstwerk besteht aus einer großen bemalten Leinwand, Arkaden und Bildtafeln aus Holz. Mit lebensgroßen Figuren sind Motive von Leiden, Tod und Auferstehung Jesu dargestellt. Über die ausführenden Handwerker und Maler des Heiligen Grabes ist nichts mehr bekannt.

## Geschichte

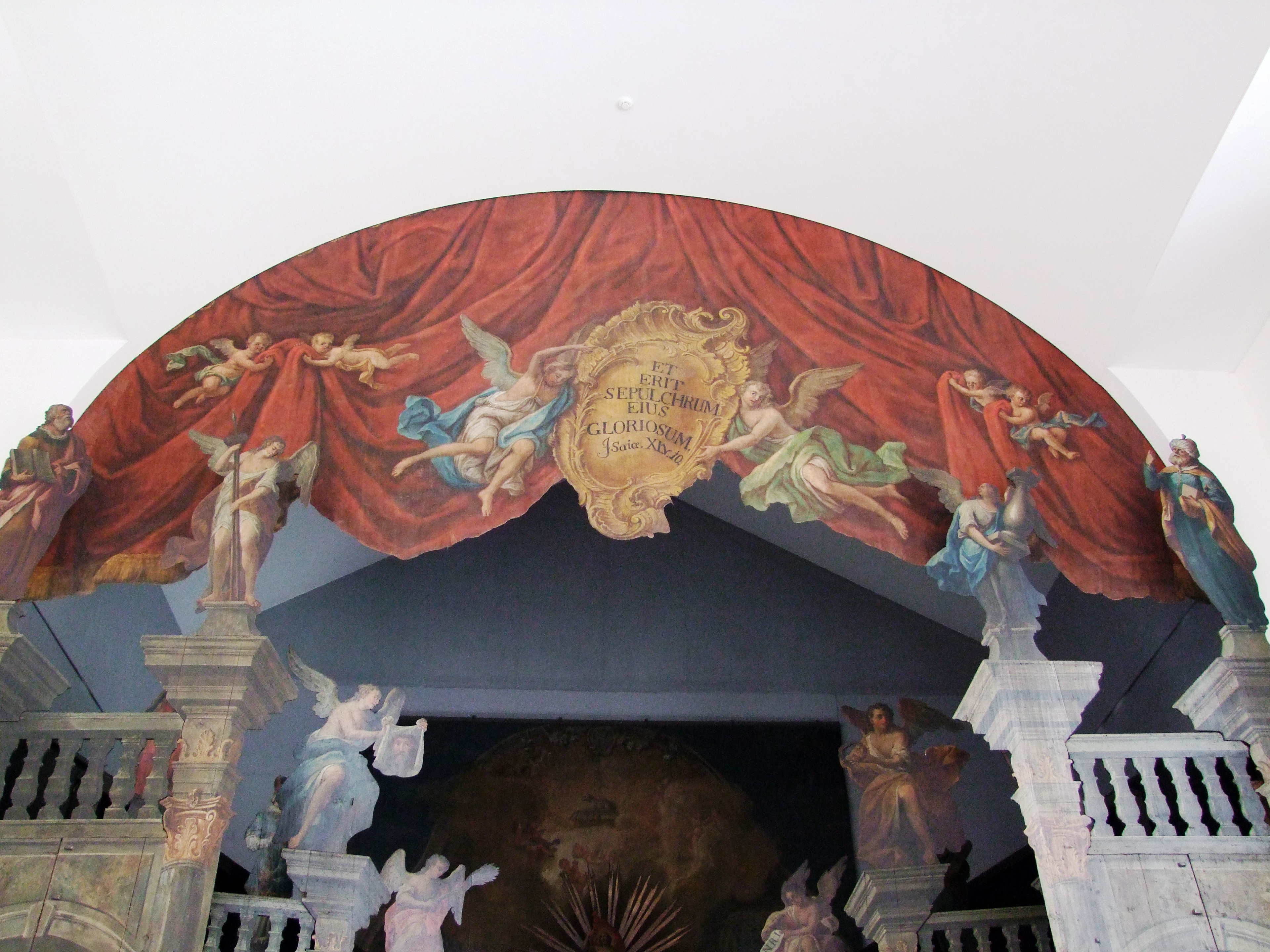
Baldachin mit Schrifttafel

Schon im 9. Jahrhundert wurden unter dem Einfluss der Pilgerfahrten ins Heilige Land und den späteren Kreuzzügen Kopien der heiligen Stätten im Abendland errichtet. Beliebte Motive waren die Grabeskirche, das Grab Christi und später Szenen aus der Passion Christi.
Im Jahre 1786 verordnete Landkomtur Reuttner von Weyl im Geist der Josefinischen Reformen, dass die Aufstellung Heiliger Gräber in der Landkommende zu unterbleiben habe. Erstmals 1804 lässt sich unter Hinzuziehung alter Gottesdienstordnungen der Gemeinde ein Hinweis auf die Wiederverwendung des Heiligen Grabes in der Karwoche feststellen. Im Jahre 1837 wurde unter dem Diözesanbischof von Rottenburg Johann Baptist von Keller eine neue Gottesdienstordnung erlassen. Darin wurde die Aufstellung Heiliger Gräber in den Kirchen des Bistums untersagt. Pfarrer Faulhaber vollstreckte diesen Erlass sofort. Teile des Heiligen Grabes wurden zum Gerüstbau verwendet, der Rest landete auf der Kirchenbühne. Kaplan Wilhelm Hummel und der Kaufmann Carl Schöttgen sammelten Geld zur Restauration des Grabes. In der Karwoche 1854 wurde es wieder aufgestellt und 1883 durch einen Ravensburger Maler renoviert. Im Jahre 1921 stand wieder eine kostspielige Renovation des Grabes an. Die Diözese plädierte auf Erhaltung des nun ihrer Meinung nach gut ausgeführten Kunstwerkes. Die Heilige Ritenkongregation in Rom kam 1955 zu der Erkenntnis, die Aufstellung Heiliger Gräber nicht mehr zu gestatten. Bis zum Jahre 2001 war das Heilige Grab auf Dachböden gelagert. In diesem Jahr gründete sich der Förderverein Heiliges Grab Altshausen e.V. In den Jahren 2002/03 errichtete Carl Herzog von Württemberg neben der Pfarrkirche St. Michael eine Kapelle, in der das Heilige Grab nach einer Restaurierung dauerhaft aufgestellt wurde.

## Beschreibung

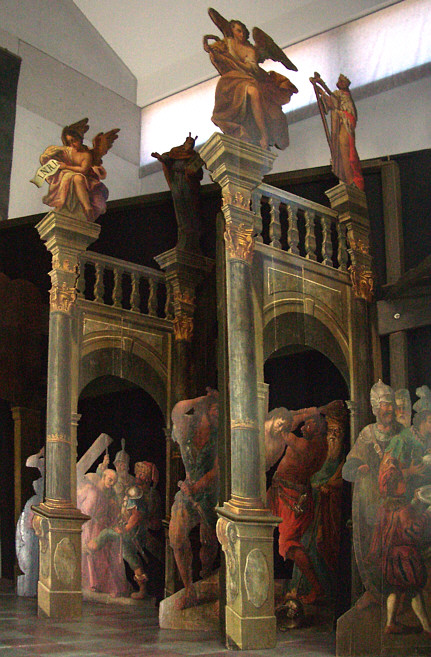
2. und 3. Arkade rechts

### Grabaufbau
Zu beiden Seiten stehen hintereinander je drei zweisäulige Arkaden. Hinter jedem Bogen ist mit Holzbildtafeln eine Szene aufgebaut. Hinten in der Mitte ist ein viersäuliger Bogen aufgestellt. Unter, hinter und über ihm befinden sich die drei letzten Szenen. Über den vorderen Arkaden ist ein Baldachin angebracht, auf dem zwei Engel eine Kartusche mit einer Inschrift halten, die häufig bei Heiligen Gräbern anzutreffen ist: ET ERIT SEPULCHRUM EIUS GLORIOSUM (Und sein Grab wird herrlich sein), zitiert nach der Vulgata (Jes 11,10).
Die Kapitelle der sechs Säulen zur Mitte hin krönen Engel in verschiedenfarbigen Gewändern mit den Arma Christi in ihren Händen. Auf der linken Seite halten sie als Leidenswerkzeuge Lanze mit Essigschwamm, das Schweißtuch der Veronika und Geißeln, auf der rechten die Geißelsäule, die Dornenkrone und die Kreuzesinschrift INRI. Die Kapitelle zu den Wänden hin tragen Bildtafeln mit Persönlichkeiten aus dem Alten Testament. Die erste Figur auf der linken Seite stellt Jeremia dar. Hinter ihm sind Abraham und Aaron platziert. Auf der rechten Seite steht vorne Jesaja, gefolgt von König David und Mose.

### Szenenaufbau
In neun Szenen wird der Leidensweg Christi vom Ölberg bis zur Grablegung geschildert und die Überwindung des Todes durch seine Auferstehung.
| - Maria, Johannes, Maria Magdalena - Jesus am Ölberg - Dornenkrönung und Verspottung Jesu - Pilatus führt Jesus dem Volke vor | - Kreuzigung Jesu - Der Auferstandene vor dem Strahlenkranz - Sarkophag mit Jesu Leichnam und Wächtern | - Tod des Judas Iskariot - Kreuztragung - Geißelung Jesu - Pilatus wäscht seine Hände zum Zeichen der Unschuld |